# 威爾斯鎮區 (密歇根州)
威爾斯鎮區（英語：Wales Township）是位於美國密歇根州聖克萊爾縣的一個行政鎮區。

## 地方資料
威爾斯鎮區的面積為96.80平方千米，當中陸地面積為96.70平方千米，而水域面積為0.10平方千米。根據2020年美國人口普查的數據，當地共有人口3180人，而人口密度為每平方千米32.85人。